# 인다라몬
인다라몬(INDARAMON, インダラモン)은 디지몬 시리즈에서 등장하는 캐릭터(몬스터)이다.

## 소개
데바 중 한명으로, 말의 형태를 하고 있다.